# 29812 Aaronsolomon
A 29812 Aaronsolomon (ideiglenes jelöléssel (29812) 1999 CS110) a Naprendszer kisbolygóövében található aszteroida. A LINEAR projekt keretében fedezték fel 1999. február 12-én.